# Trec (Pferdesport)

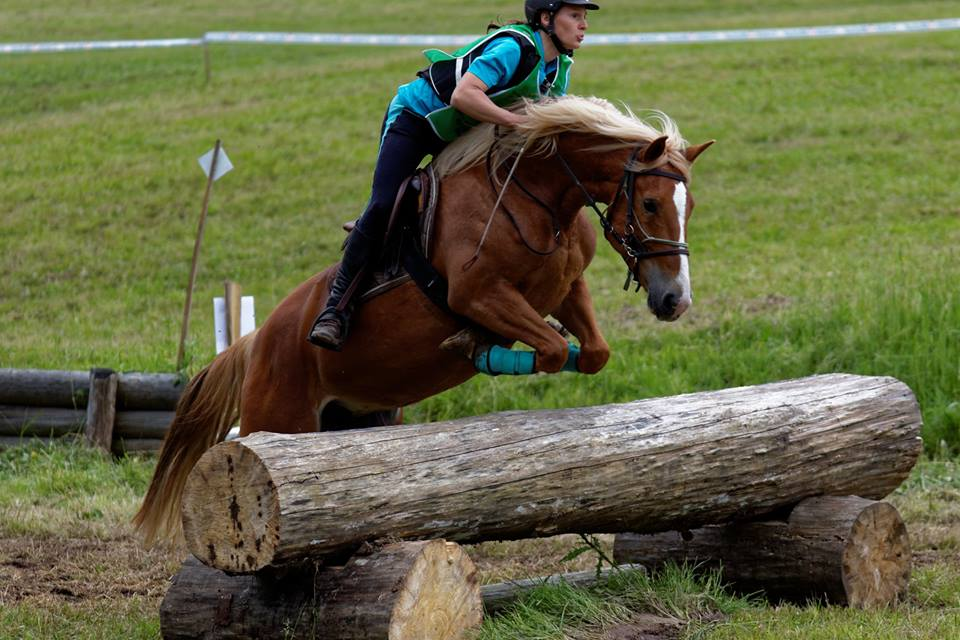
Hindernis bei der Geländeprüfung

Techniques de Randonnée Equestre de Compétition  (TREC oder Trec) ist dreiteilige Reitsportdisziplin, die aus einem Orientierungsritt, einer Rittigkeitsprüfung und einer Geländeprüfung besteht. Alle drei Teilprüfungen werden innerhalb von zwei Tagen auf dem gleichen Pferd absolviert. 
Die Disziplin hat sich in Frankreich aus der Ausbildung zum Wanderreitführer  entwickelt, sie hat sich auch in England weit verbreitet. Das Reglement wird von der Fédération Internationale de Tourisme Equestre (FITE) erstellt.

## Trec monté

### Orientierungsritt
Die erste Teilprüfung ist der Orientierungsritt (parcours d' orientation et de régularité, POR) mit Karte und Kompass, bei dem es um Genauigkeit und nicht um Schnelligkeit geht. Je nach Leistungsklasse ist eine Strecke zwischen 20 km und 40 km zu reiten. Jeder Teilnehmer bekommt vor dem Ritt die Streckenführung auf einer topographischen Karte vorgegeben und hat 20 Minuten Zeit die Strecke in seine Kopie des Kartenausschnitts übertragen. Auf der Strecke sind Kontrollposten aufgestellt, welche die Zeit und Richtung der Ankunft jedes Reiters dokumentieren. Zwischen zwei Kontrollposten soll eine vorgegebene Geschwindigkeit möglichst genau eingehalten werden. Es gibt Punktabzüge für zu schnelles genauso wie für zu langsames Reiten. Ebenso gibt es Punktabzüge für nicht, oder auf falscher Strecke angerittene Kontrollposten.

### Rittigkeitsprüfung
Die zweite Teilprüfung, die Rittigkeitsprüfung (maîtrise des allures, MA) findet am Tag nach dem Orientierungsritt statt. Die Rittigkeitsprüfung besteht aus zwei Wertungen. Das Pferd muss auf einer 2 m breiten, markierten Bahn zunächst in einem möglichst langsamen Galopp eine Strecke von 150 m zurücklegen, dann wendete es und legt den Rückweg so schnell wie möglich im Schritt zurück. Beim Wenden darf die Bahnmarkierung nicht berührt oder übertreten werden, es muss jeweils die korrekte Gangart geritten werden.

### Geländeprüfung

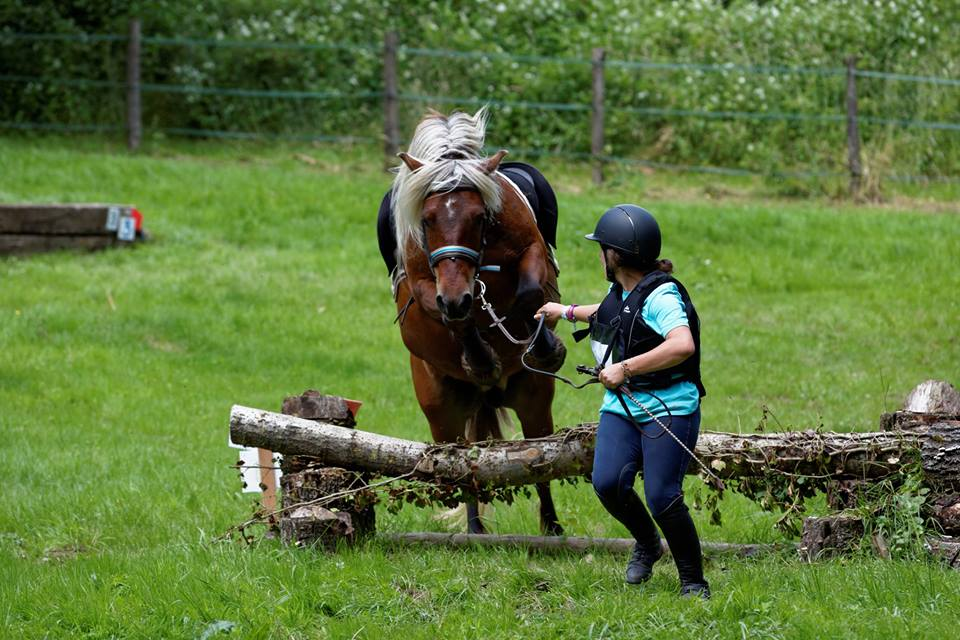
Hindernis an der Hand, Geländeprüfung

Die dritte Teilprüfung ist eine Trailprüfung (parcours en terrain varié, PTV). Eine Geländestrecke von etwa 2,5 – 5 km Länge muss in einer vorgegebenen Zeit bewältigt werden. Sie enthält eine Auswahl von Hindernissen und Geschicklichkeitsaufgaben, die das sichere Reiten im Gelände zum Hintergrund haben.
Auf der Strecke gibt es 16 natürliche und künstliche Hindernisse. Darunter verschiedene Sprunghindernisse wie Baumstamm oder Hecke, Durchqueren von Wasser, Überqueren einer Brücke, Rückwärtsrichten, Tor und Ähnliches. Bewertet wird hierbei zum einen die korrekte Ausführung und zum anderen, in welchem Stil Pferd und Reiter das Hindernis absolviert haben.

## Trec attelé
Das  Trec attelé, ist die Variante des Trec monté für Gespanne. Dabei werden Fahrer, die Mitfahrer und die Pferde in typischen Geländesituationen geprüft. Zum Orientierungsfahren gehören zwei Teilprüfungen: eine Orientierungsfahrt mit Tempovorgaben (POR) und eine Geländefahrt (PTV) mit Hindernissen.

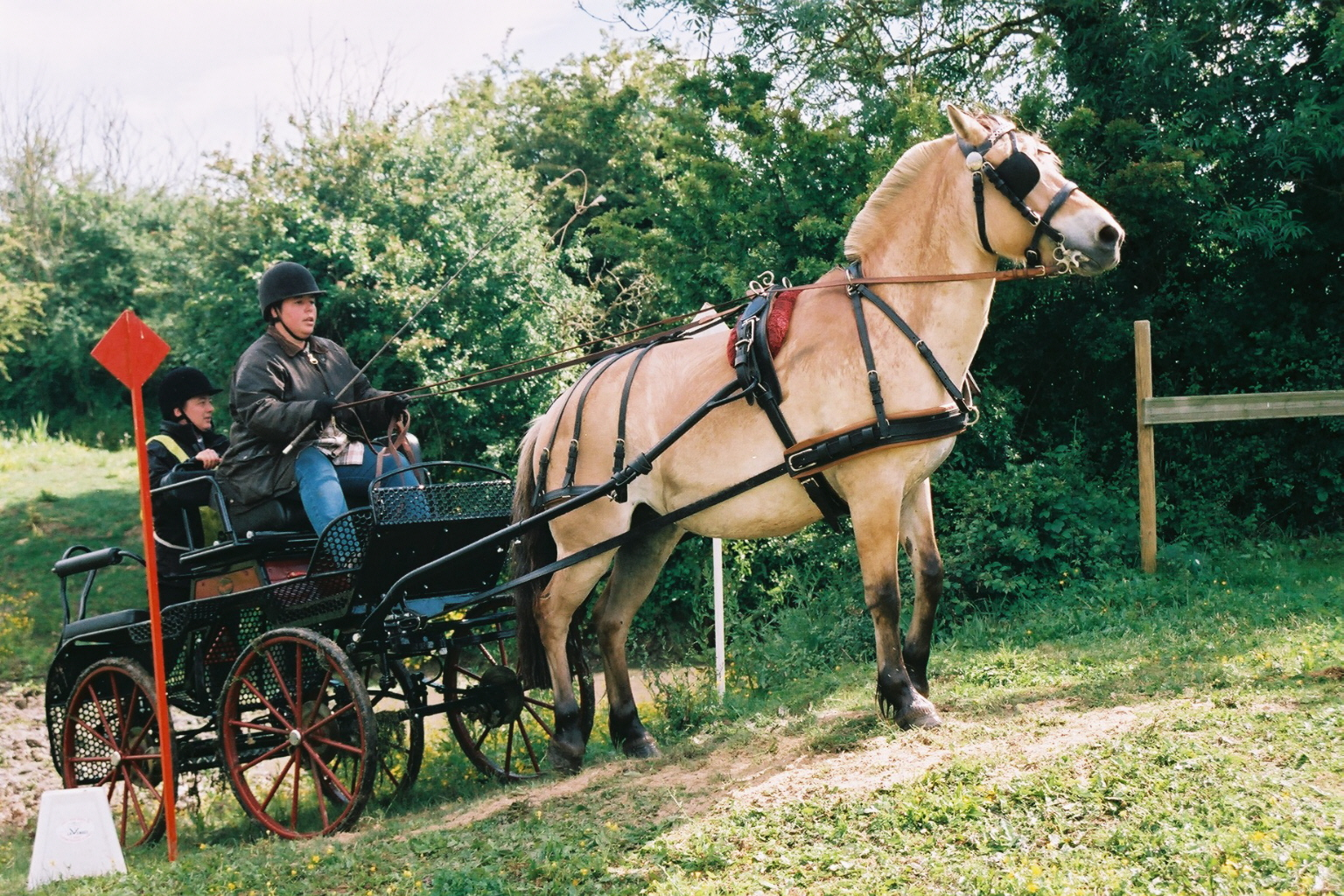
Halten am Berg ohne Bremse
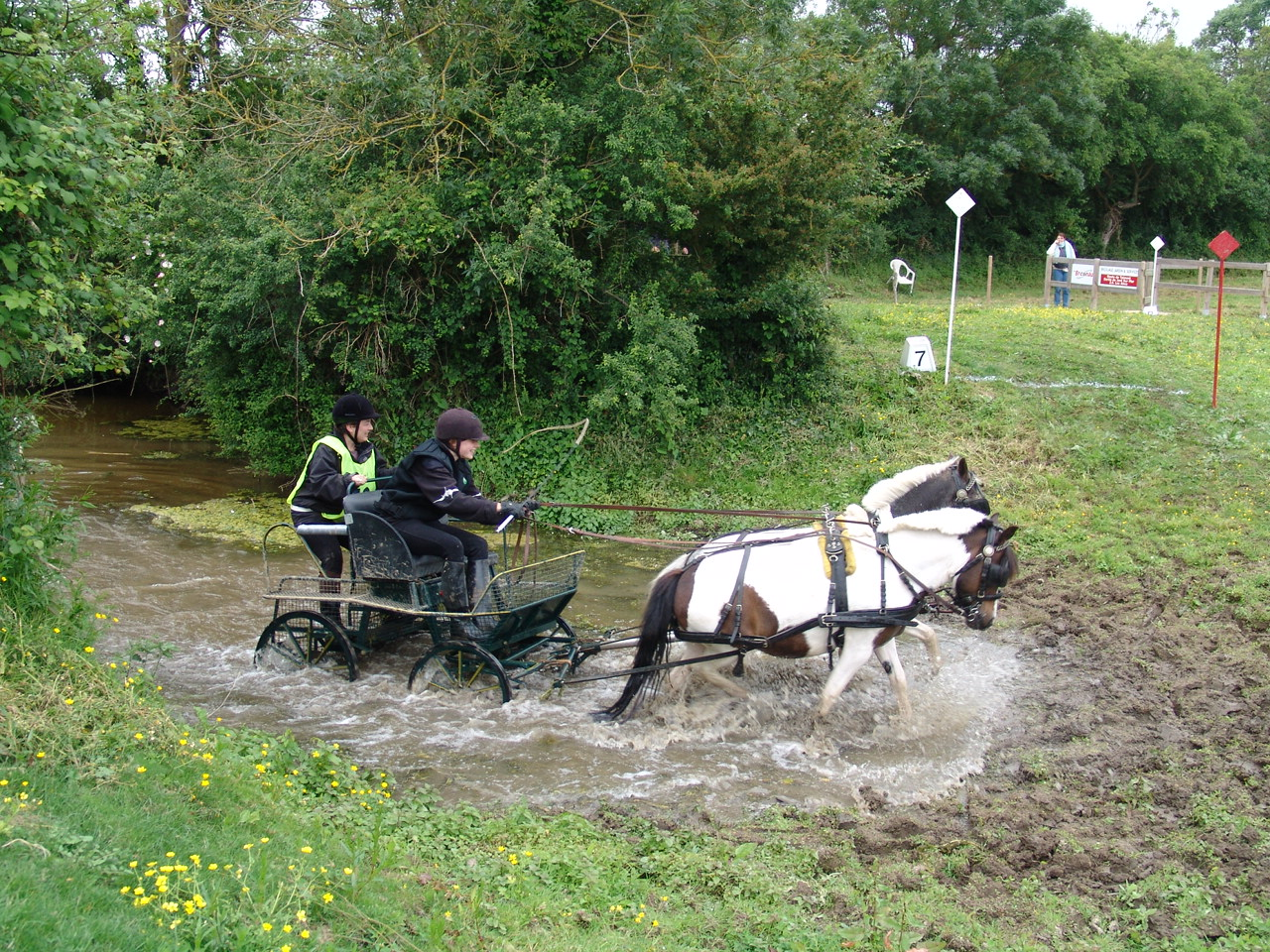
Furt
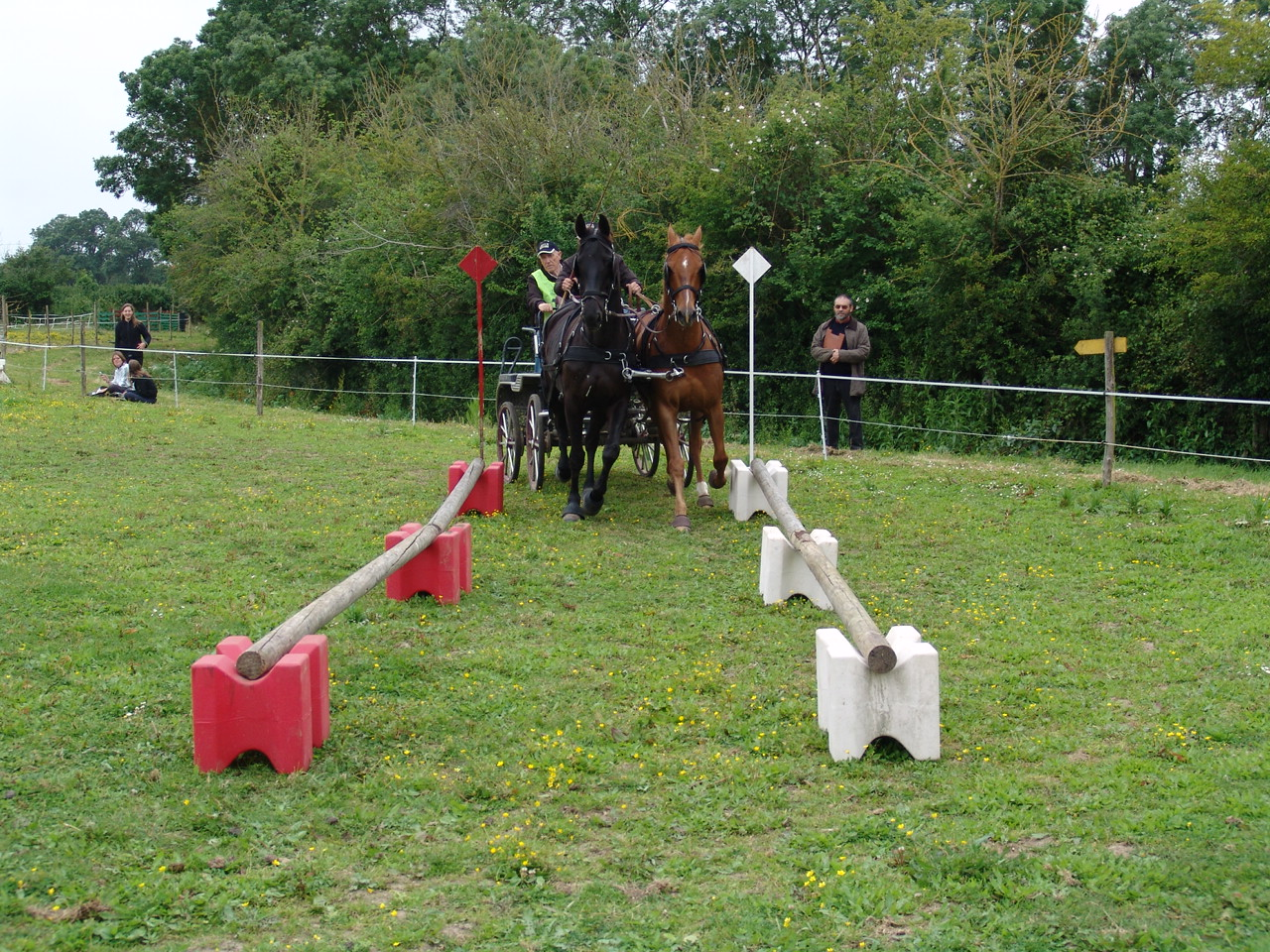
Stangen
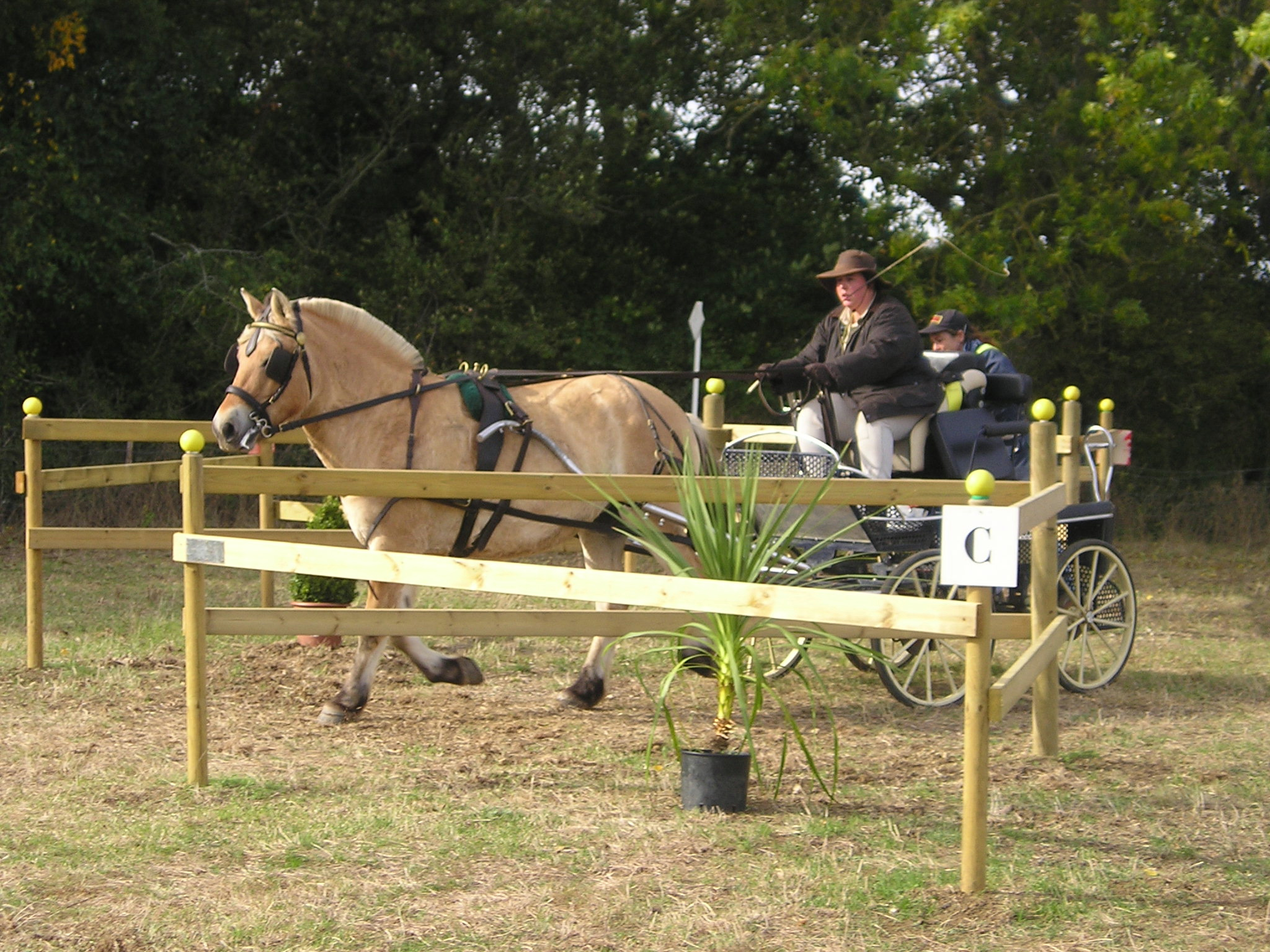
Labyrinth mit losen Bällen